# 王国卿
王国卿（1951年—），汉族，中华人民共和国政治人物、第十一届全国政协委员。
加入中国共产党，担任十一届全国政协提案委员会副主任（驻会）。2008年，当选第十一届全国政协委员，代表特别邀请人士，分入第五十八组。并担任提案委员会副主任。